# Тар'єй Весос
Тар'єй Весос (норв. Tarjei Vesaas; 20 серпня 1897 — 15 березня 1970) — норвезький поет і прозаїк. Вважається одним з найвидатніших письменників Норвегії XX століття.

## Біографія
Весос народився 20 серпня 1897 року в містечку Телемарк. Батько — фермер, але Тар'єй відмовився продовжити батьківську справу і згодом все життя відчував з цього приводу провину.
В 1931 одружився з письменницею Халдіс Мурен Весос.
Весоса називали:
У післявоєнний час Весос продовжував багато й плідно працювати, створюючи романи, повісті, новели, есе та вірші, перейняті гуманістичними ідеями безцінності всього живого на землі.
У 1960-х роках тричі номінувався на Нобелівську премію.
У 1964 році Весос засновує премію за найкращий твір на норвезькій мові.

## Творча спадщина
Творчість Весоса, має глибоко національний характер, але той же час звернено до світу, до всіх людей.
Його твори написані на мові нюношк, з двох норвезьких мов вона має меншу історичну традицію, характеризуються простий і символічної прозою. Персонажі оповідань Весоса — це здебільшого прості сільські жителі, які відчувають серйозні психологічні потрясіння. Критики вважають, що герої його творів описані з надзвичайною глибиною. Він часто описував емоційні теми, такі як смерть, вина або страх, при чому дії розгортаються на фоні норвезьких пейзажів.
Тар'єю Весос дебютував в 1923 році твором «Дитя людське», але широку популярність здобув з публікацією в 1934 році роману «Велика гра». Найвідомішими його творами вважаються «Крижаний замок» (1963, премія Північної Ради), історія двох дівчат, між якими розвивається емоційний зв'язок, що закінчується трагічно, а також роман «Птахи» (1957).

### Вибрані твори
- 1923 — Дитя людське
- 1924 — Вісник Хусклунд
- 1928 — Коні вороні
- 1930 — Мандрівка батька
- 1931 — Сігрід Сталльброк
- 1932 — Незнайомі люди
- 1933 — Сандаловое дерево
- 1934 — роман «Велика гра»
- 1934 — Ультиматум
- 1935 — Жінки кличуть додому
- 1938 — Вітчизну серце не забуде
- 1940 — Паросток
- 1945 — Дім в темряві
- 1946 — Пральня
- 1947 — Ранковий вітер
- 1948 — Вежа
- 1950 — Сигнал
- 1952 — Вітри
- 1954 — Весняна ніч
- 1957 — роман «Птахи» (норв. «Fuglane»)
- 1963 — Крижаний замок
- 1966 — Мости

## Українські переклади
Перекладом на українську мову творів Весоса відзначилась Наталя Іваничук в збірці «Вибрані твори» (Л.: Літопис, 2000)